# یواس‌اس کاوینگتون (پی‌اف-۵۶)
یواس‌اس کاوینگتون (پی‌اف-۵۶) (به انگلیسی: USS Covington (PF-56)) یک کشتی بود که طول آن ۳۰۳ فوت ۱۱ اینچ (۹۲٫۶۳ متر) بود. این کشتی در سال ۱۹۴۳ ساخته شد.